# 馬里邑れい
馬里邑 れい（まりむら れい）は、日本の小説家。女性。岩手県一関市出身。岩手県立一関第一高等学校、日本放送作家協会シナリオ教室研修科卒業。在学中、集英社ヤングジャンプ原作大賞佳作入選。辻真先に師事する。

## 作品リスト
- 恋はパープルレイン（1985年、実業之日本社）
- あいつと迷宮 ラビリンス（1987年、くもん出版、挿絵：広瀬美穂子）
- 素敵な彼と愛・舞・美（1988年、講談社）
- 恋キャッチ シミュレーション（1988年、実業之日本社）
- あなたもできる株儲け リッチな株入門 コミック版（1988年、広済堂出版、原作：馬里邑れい、画：しばたあきら）
- 自由ヶ丘高校失恋クラブ （全3巻、1989年 - 1990年、講談社X文庫）
- 恋探偵 南可十九香 バレンタイン・フルコース殺人事件（1989年、レモン文庫）
- 超魔ジックきてます殺人事件（1990年、レモン文庫）
- オババがくれたモテぐすり（1990年、講談社Ｘ文庫）
- 「高校入試」殺人事件（1990年、レモン文庫、挿絵：伊藤かこ）
- あぶない生徒にご用心（1990年、講談社X文庫）
- ぶっとびサスケと怪盗ステントマン（1993年、ポプラ社文庫、挿絵:前嶋昭人）
- ドラゴンナイト4（1994年 - 1995年、ワニブックス、CaRROT NOVELS、エルフ）
- 三代目は美妖年（1997年、ワニマガジン社、挿絵：狩野藤丸）
- レトロな恋の物語 A lover’s trip（1997年、ワニブックス、挿絵：嶋津裕）
- 魅聖年はお断り（1997年、ワニマガジン社）
- フォーシーズン めぐりゆく季節の中で（1999年、ケイエスエス）
- つらいよリーマン（1999年、ワニマガジン社、挿絵：嶋津裕）
- ちょっとだけ悪い女（2000年、ワニマガジン社）
- ノベルズ 藍より青し（2002年、白泉社、原作:文月晃）
- 身代金 戦慄の誘拐（2009年）
- 宇宙戦艦ヤマト 復活篇（2010年、原案:西﨑義展、コンプリートボックスの特典）
  - サイドストーリーを書き下ろした未発表のオリジナル小説

●中２から働き、8年後には司法書士（２０１３年、現代書館）　